# 聖雷米吉烏斯
聖雷米吉烏斯（英語：Saint Remigius），法国天主教兰斯主教，“法兰克人的使徒”（Apostle of the Franks），公元496年12月25日为法兰克国王克洛维一世施洗，从而使法兰克民族的大部分人皈依了天主教，为欧洲历史上的重要事件。